# Louis Cornet
Louis Cornet (ur. w 1929 roku, zm. 23 czerwca 1967 roku) – francuski kierowca wyścigowy.

## Kariera
W wyścigach samochodowych Cornet startował głównie w wyścigach zaliczanych do klasyfikacji Mistrzostw Świata Samochodów Sportowych. W latach 1954-1959 Francuz pojawiał się w stawce 24-godzinnego wyścigu Le Mans. W pierwszym sezonie startów uplasował się na trzeciej pozycji w klasie S 570, a w klasyfikacji generalnej był szesnasty. Rok później odniósł zwycięstwo w klasie S 750. W sezonie 1957 stanął na drugim stopniu podium w klasie S 750. Sukces ten powtórzył rok później. W 1959 roku zwyciężył w klasie GT 750, a w klasyfikacji generalnej był dziewiąty.